# Playoffs NBA 1957
Los Playoffs de la NBA de 1957 fueron el torneo final de la temporada 1956-57 de la NBA. Concluyó con la victoria de Boston Celtics, campeón de la Conferencia Este, sobre St. Louis Hawks, campeón de la Conferencia Oeste, por 4-3.
Este fue el primer campeonato en la historia de los Celtics, y hasta la fecha es el equipo con más títulos; 17. Los Celtics y los Hawks se volverían a enfrentar cuatro veces más en los próximos cinco años, entre 1957 y 1961, con los Celtics ganando tres series y los Hawks una. Mientras, la dinastía de los Hawks en la Conferencia Oeste sería sucedida por el éxito de los Lakers, los Celtics por su parte solo fallarían en una ocasión durante todas las finales en las que se presentasen entre 1957 y 1969, (ante St. Louis Hawks en el próximo año). Y volverían a fallar en los playoffs de 1967 donde fueron eliminados en las Finales de la Conferencia Este ante Philadelphia 76ers.

## Tabla
|  | Semifinales de División | Semifinales de División | Semifinales de División |   |  | Finales de División | Finales de División | Finales de División |  |  | Finales de la NBA | Finales de la NBA | Finales de la NBA |
|  |                         |                         |                         |   |  |                     |                     |                     |  |  |                   |                   |                   |
|  | E3                      | Philadelphia            | 0                       |   |  | E1                  | Boston*             | 3                   |  |  |                   |                   |                   |
|  | E3                      | Philadelphia            | 0                       |   |  | E1                  | Boston*             | 3                   |  |  |                   |                   |                   |
|  | E2                      | Syracuse                | 2                       |   |  | E2                  | Syracuse            | 0                   |  |  |                   |                   |                   |
|  | E2                      | Syracuse                | 2                       |   |  | E2                  | Syracuse            | 0                   |  |  |                   |                   |                   |
|  |                         |                         |                         |   |  | División Este       |                     |                     |  |  |                   |                   |                   |
|  |                         |                         |                         |   |  |                     |                     |                     |  |  |                   |                   |                   |
|  |                         |                         |                         |   |  |                     |                     |                     |  |  | E1                | Boston*           | 4                 |
|  |                         |                         |                         |   |  |                     |                     |                     |  |  | E1                | Boston*           | 4                 |
|  |                         | W1                      | St. Louis*              | 3 |  |                     |                     |                     |  |  |                   |                   |                   |
|  |                         |                         |                         |   |  |                     |                     |                     |  |  |                   |                   |                   |
|  |                         |                         |                         |   |  |                     |                     |                     |  |  |                   |                   |                   |
|  |                         |                         |                         |   |  |                     |                     |                     |  |  |                   |                   |                   |
|  | W3                      | Fort Wayne              | 0                       |   |  | W1                  | St. Louis*          | 3                   |  |  |                   |                   |                   |
|  | W3                      | Fort Wayne              | 0                       |   |  | W1                  | St. Louis*          | 3                   |  |  |                   |                   |                   |
|  | W2                      | Minneapolis             | 2                       |   |  | W2                  | Minneapolis         | 0                   |  |  |                   |                   |                   |
|  | W2                      | Minneapolis             | 2                       |   |  | W2                  | Minneapolis         | 0                   |  |  |                   |                   |                   |
|  |                         |                         |                         |   |  | División Oeste      |                     |                     |  |  |                   |                   |                   |
|  |                         |                         |                         |   |  |                     |                     |                     |  |  |                   |                   |                   |

## Desempates de División

### Desempates división Oeste

#### Fort Wayne Pistons @ St. Louis Hawks
| 14 de marzo                                   | Fort Wayne Pistons                                         | 103–115         | St. Louis Hawks                             |                                             |  |  |
|                                               | Parciales: 29–21, 18–45, 33–24, 23–25                      |                 |                                             |                                             |  |  |
|                                               | Estadísticas George Yardley 26 Hutchins, Foust 10 cada uno | Reporte Pts Reb | Estadísticas Jack McMahon 24 Cliff Hagan 16 | Pabellón: Kiel Auditorium, San Luis, Misuri |  |  |
| Fort Wayne acaba en la 3.ª posición del Oeste |                                                            |                 |                                             |                                             |  |  |
|                                               |                                                            |                 |                                             |                                             |  |  |

#### Minneapolis Lakers @ St. Louis Hawks
| 16 de marzo                                                        | Minneapolis Lakers                                         | 111–114         | St. Louis Hawks                           |                                                                             |  |  |
|                                                                    | Parciales: 19–22, 24–21, 29–27, 28–30 (T.E.: 11–14)        |                 |                                           |                                                                             |  |  |
|                                                                    | Estadísticas Clyde Lovellette 30 Lovellette, Dukes 12 each | Reporte Pts Reb | Estadísticas Cliff Hagan 28 Bob Pettit 18 | Pabellón: Kiel Auditorium, San Luis, Misuri Árbitros: Arnie Heft, Jim Duffy |  |  |
| St. Louis acaba en la 1.ª posición del Oeste, Minneapolis como 2.º |                                                            |                 |                                           |                                                                             |  |  |
|                                                                    |                                                            |                 |                                           |                                                                             |  |  |

## Semifinales de División

### Semifinales División Este

#### (2) Syracuse Nationals vs. (3) Philadelphia Warriors
| 16 de marzo                     | Syracuse Nationals                                   | 103–96               | Philadelphia Warriors                                           |                                                              |  |  |
|                                 | Parciales: 24–27, 24–21, 23–18, 32–30                |                      |                                                                 |                                                              |  |  |
|                                 | Estadísticas Red Kerr 25 Red Kerr 21 Dolph Schayes 6 | Reporte Pts Reb Asts | Estadísticas Neil Johnston 25 Neil Johnston 26 George Dempsey 8 | Pabellón: Philadelphia Civic Center, Filadelfia, Pensilvania |  |  |
| Syracuse lidera las series, 1–0 |                                                      |                      |                                                                 |                                                              |  |  |
|                                 |                                                      |                      |                                                                 |                                                              |  |  |

| 18 de marzo                   | Philadelphia Warriors                                      | 80–91                | Syracuse Nationals                                                   |                                                       |  |  |
|                               | Parciales: 17–20, 20–15, 16–23, 27–33                      |                      |                                                                      |                                                       |  |  |
|                               | Estadísticas Joe Graboski 16 Walt Davis 10 Neil Johnston 5 | Reporte Pts Reb Asts | Estadísticas Red Kerr 22 Dolph Schayes 20 Schayes, Conlin 4 cada uno | Pabellón: Onondaga War Memorial, Syracuse, Nueva York |  |  |
| Syracuse gana las series, 2–0 |                                                            |                      |                                                                      |                                                       |  |  |
|                               |                                                            |                      |                                                                      |                                                       |  |  |

Éste fue el quinto enfrentamiento en playoffs entre ambos equipos, con los 76ers/Nationals ganadores de tres de los cuatro primeros.
| 1950 | Philadelphia Warriors | 0–2 | Syracuse Nationals |                                            |
|      |                       |     |                    |                                            |
|      |                       |     |                    | Pabellón: 1950 Eastern Division Semifinals |

| 1951 | Philadelphia Warriors | 0–2 | Syracuse Nationals |                                            |
|      |                       |     |                    |                                            |
|      |                       |     |                    | Pabellón: 1951 Eastern Division Semifinals |

| 1952 | Philadelphia Warriors | 1–2 | Syracuse Nationals |                                            |
|      |                       |     |                    |                                            |
|      |                       |     |                    | Pabellón: 1952 Eastern Division Semifinals |

| 1956 | Philadelphia Warriors | 3–2 | Syracuse Nationals |                                        |
|      |                       |     |                    |                                        |
|      |                       |     |                    | Pabellón: 1956 Eastern Division Finals |

### Semifinales División Oeste

#### (2) Minneapolis Lakers vs. (3) Fort Wayne Pistons
| 17 de marzo                        | Fort Wayne Pistons                    | 127–131     | Minneapolis Lakers               |                                                         |  |  |
|                                    | Parciales: 32–41, 37–29, 28–37, 30–24 |             |                                  |                                                         |  |  |
|                                    | Estadísticas George Yardley 34        | Reporte Pts | Estadísticas Clyde Lovellette 30 | Pabellón: Minneapolis Auditorium, Mineápolis, Minnesota |  |  |
| Minneapolis lidera las series, 1–0 |                                       |             |                                  |                                                         |  |  |
|                                    |                                       |             |                                  |                                                         |  |  |

| 19 de marzo                      | Minneapolis Lakers                    | 110–108     | Fort Wayne Pistons          |                                                      |  |  |
|                                  | Parciales: 25–28, 27–23, 30–24, 28–33 |             |                             |                                                      |  |  |
|                                  | Estadísticas Slick Leonard 19         | Reporte Pts | Estadísticas Larry Foust 30 | Pabellón: War Memorial Coliseum, Fort Wayne, Indiana |  |  |
| Minneapolis gana las series, 2–0 |                                       |             |                             |                                                      |  |  |
|                                  |                                       |             |                             |                                                      |  |  |

Este fue el quinto encuentro de playoffs entre estos dos equipos, con los Lakers ganando tres de los primeros cuatro encuentros.
| 1950 | Fort Wayne Pistons | 0–2 | Minneapolis Lakers |                                        |
|      |                    |     |                    |                                        |
|      |                    |     |                    | Pabellón: 1950 Central Division Finals |

| 1953 | Fort Wayne Pistons | 2–3 | Minneapolis Lakers |                                        |
|      |                    |     |                    |                                        |
|      |                    |     |                    | Pabellón: 1953 Western Division Finals |

| 1954 | Fort Wayne Pistons | 0–2 | Minneapolis Lakers |                                                        |
|      |                    |     |                    |                                                        |
|      |                    |     |                    | Pabellón: 1954 Western Division Round Robin Semifinals |

| 1955 | Fort Wayne Pistons | 3–1 | Minneapolis Lakers |                                        |
|      |                    |     |                    |                                        |
|      |                    |     |                    | Pabellón: 1955 Western Division Finals |

## Finales de División

### Finales División Este

#### (1) Boston Celtics vs. (2) Syracuse Nationals
| 21 de marzo                   | Syracuse Nationals                             | 90–108          | Boston Celtics                               |                                                |  |  |
|                               | Parciales: 27–22, 17–31, 20–30, 26–25          |                 |                                              |                                                |  |  |
|                               | Estadísticas Dolph Schayes 21 Dolph Schayes 23 | Reporte Pts Reb | Estadísticas Frank Ramsey 20 Bill Russell 31 | Pabellón: Boston Garden, Boston, Massachusetts |  |  |
| Boston lidera las series, 1–0 |                                                |                 |                                              |                                                |  |  |
|                               |                                                |                 |                                              |                                                |  |  |

| 23 de marzo                   | Boston Celtics                               | 120–105         | Syracuse Nationals                             |                                                       |  |  |
|                               | Parciales: 31–26, 23–23, 26–27, 40–29        |                 |                                                |                                                       |  |  |
|                               | Estadísticas Tom Heinsohn 30 Bill Russell 30 | Reporte Pts Reb | Estadísticas Dolph Schayes 31 Dolph Schayes 15 | Pabellón: Onondaga War Memorial, Syracuse, Nueva York |  |  |
| Boston lidera las series, 2–0 |                                              |                 |                                                |                                                       |  |  |
|                               |                                              |                 |                                                |                                                       |  |  |

| 24 de marzo                 | Syracuse Nationals                             | 80–83           | Boston Celtics                               |                                                |  |  |
|                             | Parciales: 19–23, 17–18, 23–22, 21–20          |                 |                                              |                                                |  |  |
|                             | Estadísticas Dolph Schayes 22 Dolph Schayes 17 | Reporte Pts Reb | Estadísticas Bill Sharman 23 Bill Russell 23 | Pabellón: Boston Garden, Boston, Massachusetts |  |  |
| Boston gana las series, 3–0 |                                                |                 |                                              |                                                |  |  |
|                             |                                                |                 |                                              |                                                |  |  |

Este fue el sexto encuentro de playoffs entre estos dos equipos, con los Nationals ganando cuatro de los primeros cinco encuentros.
| 1953 | Boston Celtics | 2–0 | Syracuse Nationals |                                            |
|      |                |     |                    |                                            |
|      |                |     |                    | Pabellón: 1953 Eastern Division Semifinals |

| 1954 | Boston Celtics | 0–2 | Syracuse Nationals |                                                        |
|      |                |     |                    |                                                        |
|      |                |     |                    | Pabellón: 1954 Eastern Division Round Robin Semifinals |

| 1954 | Boston Celtics | 0–2 | Syracuse Nationals |                                        |
|      |                |     |                    |                                        |
|      |                |     |                    | Pabellón: 1954 Eastern Division Finals |

| 1955 | Boston Celtics | 1–3 | Syracuse Nationals |                                        |
|      |                |     |                    |                                        |
|      |                |     |                    | Pabellón: 1955 Eastern Division Finals |

| 1956 | Boston Celtics | 1–2 | Syracuse Nationals |                                            |
|      |                |     |                    |                                            |
|      |                |     |                    | Pabellón: 1956 Eastern Division Semifinals |

### Finales División Oeste

#### (1) St. Louis Hawks vs. (2) Minneapolis Lakers
| 21 de marzo                      | Minneapolis Lakers                                                 | 109–118              | St. Louis Hawks                                            |                                                                           |  |  |
|                                  | Parciales: 23–30, 26–31, 37–27, 23–30                              |                      |                                                            |                                                                           |  |  |
|                                  | Estadísticas Vern Mikkelsen 24 Clyde Lovellette 11 Slick Leonard 9 | Reporte Pts Reb Asts | Estadísticas Slater Martin 24 Bob Pettit 16 Jack McMahon 9 | Pabellón: Kiel Auditorium, San Luis, Misuri Asistencia: 6028 espectadores |  |  |
| St. Louis lidera las series, 1–0 |                                                                    |                      |                                                            |                                                                           |  |  |
|                                  |                                                                    |                      |                                                            |                                                                           |  |  |

| 24 de marzo                      | Minneapolis Lakers                               | 104–106         | St. Louis Hawks                            | |  |  |
|                                  | Parciales: 25–26, 24–25, 30–26, 25–29            |                 |                                            | |  |  |
|                                  | Estadísticas Clyde Lovellette 33 Walter Dukes 20 | Reporte Pts Reb | Estadísticas Bob Pettit 30 Jack Coleman 15 | Pabellón: Kiel Auditorium, San Luis, Misuri Asistencia: 9451 espectadores Árbitros: Sid Borgia, Lou Bonder |  |  |
| St. Louis lidera las series, 2–0 |                                                  |                 |                                            | |  |  |
|                                  |                                                  |                 |                                            | |  |  |

| 25 de marzo                    | St. Louis Hawks                                           | 143–135     | Minneapolis Lakers            |                                                         |  |  |
|                                | Parciales: 21–23, 28–26, 27–32, 38–33 (T.E.: 17–17, 12–4) |             |                               |                                                         |  |  |
|                                | Estadísticas Bob Pettit 35                                | Reporte Pts | Estadísticas Slick Leonard 42 | Pabellón: Minneapolis Auditorium, Mineápolis, Minnesota |  |  |
| St. Louis gana las series, 3–0 |                                                           |             |                               |                                                         |  |  |
|                                |                                                           |             |                               |                                                         |  |  |

Este fue el segundo encuentro de playoffs entre estos dos equipos, con los Hawks ganando el primer encuentro.
| \| 1956 \| St. Louis Hawks \| 2–1 \| Minneapolis Lakers \| \| \| \| \| \| \| \| \| \| \| \| \| Pabellón: 1956 Western Division Semifinals \| |                 |     |                    |                                            |
| 1956 | St. Louis Hawks | 2–1 | Minneapolis Lakers |                                            |
| |                 |     |                    |                                            |
| |                 |     |                    | Pabellón: 1956 Western Division Semifinals |

## Finales de la NBA: (E1) Boston Celtics vs. (W1) St. Louis Hawks
| 30 de marzo                      | St. Louis Hawks                                            | 125–123         | Boston Celtics                               |                                                                              |  |  |
|                                  | Parciales: 31–21, 18–26, 22–27, 31–28 (T.E.: 11–11, 12–10) |                 |                                              |                                                                              |  |  |
|                                  | Estadísticas Bob Pettit 37 Bob Pettit 14                   | Reporte Pts Reb | Estadísticas Bill Sharman 36 Bill Russell 18 | Pabellón: Boston Garden, Boston, Massachusetts Asistencia: 5976 espectadores |  |  |
| St. Louis lidera las series, 1–0 |                                                            |                 |                                              |                                                                              |  |  |
|                                  |                                                            |                 |                                              |                                                                              |  |  |

- Tom Heinsohn anotó la bandeja que empató el partidocon 6 segundos restantes en el tiempo reglamentario para forzar el primer tiempo extra; Bob Cousy realizó el tiro que empató el juego con 15 segundos restantes en el primer tiempo extra para forzar el segundo tiempo extra.

| 31 de marzo           | St. Louis Hawks                                           | 99–119               | Boston Celtics                                                     | |  |  |
|                       | Parciales: 21–31, 22–31, 27–32, 29–25                     |                      |                                                                    | |  |  |
|                       | Estadísticas Ed Macauley 19 Bob Pettit 13 Slick Leonard 4 | Reporte Pts Reb Asts | Estadísticas Cousy, Ramsey 22 cada uno Bill Russell 25 Bob Cousy 7 | Pabellón: Boston Garden, Boston, Massachusetts Asistencia: 13 909 espectadores Árbitros: Mendy Rudolph, Sid Borgia |  |  |
| Series empatadas, 1–1 |                                                           |                      |                                                                    | |  |  |
|                       |                                                           |                      |                                                                    | |  |  |

| 6 de abril                       | Boston Celtics                                           | 98–100               | St. Louis Hawks                                                    |                                                                             |  |  |
|                                  | Parciales: 19–19, 25–21, 28–29, 26–31                    |                      |                                                                    |                                                                             |  |  |
|                                  | Estadísticas Bill Sharman 28 Bill Russell 19 Bob Cousy 8 | Reporte Pts Reb Asts | Estadísticas Bob Pettit 26 Bob Pettit 28 tres jugadores 5 cada uno | Pabellón: Kiel Auditorium, San Luis, Misuri Asistencia: 10 048 espectadores |  |  |
| St. Louis lidera las series, 2–1 |                                                          |                      |                                                                    |                                                                             |  |  |
|                                  |                                                          |                      |                                                                    |                                                                             |  |  |

- Bob Pettit anotó la canasta ganadora a falta de 45 segundos.

| 7 de abril            | Boston Celtics                                          | 123–118              | St. Louis Hawks                                                   | |  |  |
|                       | Parciales: 31–36, 35–17, 30–37, 27–28                   |                      |                                                                   | |  |  |
|                       | Estadísticas Bob Cousy 31 Bill Russell 20 Arnie Risen 9 | Reporte Pts Reb Asts | Estadísticas Bob Pettit 33 Bob Pettit 16 Martin, Hagan 6 cada uno | Pabellón: Kiel Auditorium, San Luis, Misuri Asistencia: 10 035 espectadores Árbitros: Sid Borgia, Arnie Heft |  |  |
| Series empatadas, 2–2 |                                                         |                      |                                                                   | |  |  |
|                       |                                                         |                      |                                                                   | |  |  |

| 9 de abril                    | St. Louis Hawks                                     | 109–124              | Boston Celtics                                            |                                                                                |  |  |
|                               | Parciales: 30–21, 30–38, 25–35, 24–30               |                      |                                                           |                                                                                |  |  |
|                               | Estadísticas Bob Pettit 33 Bob Pettit 15 Med Park 6 | Reporte Pts Reb Asts | Estadísticas Bill Sharman 32 Bill Russell 23 Bob Cousy 19 | Pabellón: Boston Garden, Boston, Massachusetts Asistencia: 13 909 espectadores |  |  |
| Boston lidera las series, 3–2 |                                                     |                      |                                                           |                                                                                |  |  |
|                               |                                                     |                      |                                                           |                                                                                |  |  |

| 11 de abril           | Boston Celtics                               | 94–96           | St. Louis Hawks                          | |  |  |
|                       | Parciales: 23–22, 28–27, 27–28, 16–19        |                 |                                          | |  |  |
|                       | Estadísticas Tom Heinsohn 28 Bill Russell 23 | Reporte Pts Reb | Estadísticas Bob Pettit 32 Bob Pettit 23 | Pabellón: Kiel Auditorium, San Luis, Misuri Asistencia: 10 053 espectadores Árbitros: Sid Borgia, Arnie Heft |  |  |
| Series empatadas, 3–3 |                                              |                 |                                          | |  |  |
|                       |                                              |                 |                                          | |  |  |

- Cliff Hagan anotó sobre la bocina para dar el triunfo a su equipo.

| 13 de abril             | St. Louis Hawks                                                 | 123–125              | Boston Celtics                                            |                                                                                |  |  |
|                         | Parciales: 28–26, 25–25, 24–32, 26–20 (T.E.: 10–10, 10–12)      |                      |                                                           |                                                                                |  |  |
|                         | Estadísticas Bob Pettit 39 Bob Pettit 19 Martin, Coleman 7 each | Reporte Pts Reb Asts | Estadísticas Tom Heinsohn 37 Bill Russell 32 Bob Cousy 11 | Pabellón: Boston Garden, Boston, Massachusetts Asistencia: 13 909 espectadores |  |  |
| Boston gana series, 4–3 |                                                                 |                      |                                                           |                                                                                |  |  |
|                         |                                                                 |                      |                                                           |                                                                                |  |  |

- Único séptimo y definitivo partido de unas finales de la NBA hasta la fecha en disputar más de una prórroga.

Éste fue el primer enfrentamiento en playoffs entre ambos equipos.